# إدوارد أتارد
إدوارد أتارد (بالإنجليزية: Edward Attard)‏ هو كاتب مالطي، ولد في 1947.